# Hippocrepis ciliata
Hippocrepis ciliata es un arbusto de la familia de las fabáceas. Es originaria de la región del Mediterráneo.

## Descripción
Es una pequeña hierba de ciclo anual que vive en campos baldíos y claros de matorrales. Tiene unas hojas divididas en muchos folíolos, todos ellos emparejados excepto en el ápice, que no tiene pareja. Las flores son amarillas y crecen sobre un pedúnculo. Los frutos son la parte más característica de la especie. Es una legumbre que presenta toda una serie de estrangulaciones en forma de U cerrada. Esta especie se diferencia de otras especies del género Hippocrepis porque la legumbre está arqueada, de forma que las semillas quedan en la parte dorsal o externa, mientras que en Hippocrepis multisiliquosa, que es muy parecida, el fruto se arquea en sentido contrario y las semillas quedan en el costado ventral o interno. La floración es primaveral.

## Distribución y hábitat
Se distribuye por el Mediterráneo. Habita en prados anuales, campos baldíos y a veces en cultivos. En comunidades de hábitos terofíticos.

## Citología
Números cromosomáticos de Hippocrepis ciliata  (Fam. Leguminosae) y táxones infraespecificos: 
2n=14.

## Sinonimia
- Hippocrepis multisiliquosa raza ciliata (Willd.) Rouy in Rouy & Foucaud, Fl. France 5: 306 (1899)
- Hippocrepis multisiliquosa subsp. ciliata (Willd.) Maire in Jahand. & Maire, Cat. Pl. Maroc 420 (1932)
- Hippocrepis ambigua (Rouy) Bellot in Anales Jard. Bot. Madrid 7: 236 (1948)
- Hippocrepis annua Lag., Elench. Pl. [23] (1816)
- Hippocrepis ciliata var. biciliata Sennen, Pl. Espagne 1925 n.º 5646 (1925-26), in sched.
- Hippocrepis multisiliquosa var. ambigua Rouy in Rouy & Foucaud, Fl. France 5: 306 (1899)
- Hippocrepis multisiliquosa auct. , non L.[3]

## Nombres comunes
- Castellano: herba de la herradura.[3]